# Lech Polkowski
Lech Tadeusz Polkowski — polski matematyk i informatyk, profesor nauk technicznych. Specjalizuje się w sztucznej inteligencji, metodach wnioskowania aproksymatywnego, zbiorach przybliżonych, eksploracji danych, robotyce inteligentnej, teoretycznych podstawach informatyki oraz w logice i topologii matematycznej. Twórca i kierownik Katedry Metod Matematycznych Informatyki na Wydziale Matematyki i Informatyki Uniwersytetu Warmińsko-Mazurskiego w Olsztynie, a także Katedry Robotyki i Systemów Wieloagentowych na Polsko-Japońskiej Akademii Technik Komputerowych.

## Życiorys naukowy
W 1969 roku ukończył studia chemiczne w zakresie inżynierii chemicznej na Politechnice Warszawskiej, po których rozpoczął studia doktoranckie z zakresu chemii fizycznej w Polskiej Akademii Nauk. Studia magisterskie w zakresie matematyki teoretycznej ukończył w 1977 roku na Wydziale Matematyki, Informatyki i Mechaniki Uniwersytetu Warszawskiego. Wyniki pochodzące jego pracy magisterskiej cytowane są w monografiach dotyczących topologii teoriomnogościowej. W lutym 1982 r. uzyskał stopień doktora nauk matematycznych na podstawie rozprawy w tematyce teorii topologicznego wymiaru nieskończonego, promotorem obu prac był profesor Ryszard Engelking. Wyniki pochodzące z rozprawy cytowane są  w monografii Dimension Theory Ryszarda Engelkinga. W 1994 roku uzyskał stopień doktora habilitowanego na podstawie cyklu artykułów zatytułowanego Morfologia matematyczna zbiorów przybliżonych w którym stworzył topologiczną teorię przestrzeni zbiorów przybliżonych. W 2000 roku otrzymał tytuł profesora nauk technicznych.
Zawodowo związany z Wydziałem Matematyki i Nauk informacyjnych Politechniki Warszawskiej od roku 1973, od 1994 roku z Polsko-Japońską Akademią Technik Komputerowych, oraz od 2002 roku z Uniwersytetem Warmińsko-Mazurskim w Olsztynie. W latach 1985-1987 oraz 1990-1991 pełnił funkcję profesora wizytującego na Wydziale Matematyki Uniwersytetu Ohio. W latach 1988-1989 pracował jako Guest Scholar w Vakgroep Informatika w Technische Universiteit w Delft w Holandii. Na Uniwersytecie Ohio współpracował z profesorem Robertem Blairem badając topologie dodatnio wymiarowe zawarte pomiędzy topologiami zerowymiarowymi. W Technische Universiteit w Delft pracował z profesor Marią Semeniuk-Polkowską nad modelami rezolwenty anaforycznej oraz gramatykami Montague, których wyniki w formie preprint są dostępne w Koninklijke Bibliotheek den Haag.
W 1992 roku, dołączył do seminarium logicznego profesor Heleny Rasiowej i został przyjęty do grupy profesora Zdzisława Pawlaka z którym, oraz z profesorem Andrzejem Skowronem, pracował nad rozwojem teorii zbiorów przybliżonych, zaproponowanych jako paradygmat wiedzy niepewnej przez Zdzisława Pawlaka. Zaproponował teorię mereologii przybliżonej, którą rozwijał we współpracy z Andrzejem Skowronem. W ramach pracy w Katedrze Robotyki na Polsko-Japońskiej Akademii Technik Komputerowych rozwinął teorię wnioskowania przestrzennego i sterowania zespołami robotów w ramach paradygmatu mereologii przybliżonej. W wykładzie plenarnym na Uniwersytecie Tsinghua w Pekinie w 2005 roku zaproponował ideę granulacji wiedzy w ramach mereologii przybliżonej. 
Autor 290 prac naukowych, w tym 11 pozycji monograficznych (stan na wrzesień 2024). Liczba cytowań jego prac naukowych wynosi blisko 8000 (stan na wrzesień 2024). Corocznie obecny na liście top 2% najczęściej cytowanych naukowców, opracowywanej przez Uniwersytet Stanforda, wydawnictwo Elsevier i firmę SciTech.  
W latach 1996-2011 zastępca redaktora naczelnego czasopisma naukowego Fundamenta Informaticae. Był członkiem Editorial Boards periodyku Grammars publikowanego przez wydawnictwo Kluwer oraz subserii Transactions on Rough Sets w ramach serii Lecture Notes in Computer Science wydawnictwa Springer. Pełni funkcję Honorary Editor czasopisma naukowego Paladyn. Journal of Behavioral Robotics (wydawnictwo de Gruyter). Brał udział w ponad 60 międzynarodowych konferencjach naukowych w większości był członkiem Program Committee lub Advisory Board. Był organizatorem konferencji naukowych, w tym RSCTC’98 oraz IJCRS’17. 
Wypromował siedmiu doktorów informatyki: Ibrahim Tentush (1997), Adam Szmigielski (2003), Piotr Artiemjew (2009, habilitacja w 2016), Paweł Ośmiałowski (2010), Urszula Gałązka (2012), Krzysztof Sopyła (2014) oraz Tomasz Krzywicki (2024).

## Nagrody
Otrzymał złoty Krzyż Zasługi (po Srebrnym i Brązowym), Złoty Laur Uniwersytetu Warmińsko-Mazurskiego, Medal Komisji Edukacji Narodowej oraz Nagrodę w kategorii Nauki jako Człowiek Roku 2022 Warmińsko-Mazurskiego Klubu Biznesu.
W roku 2023 został laureatem nagrody im. Zdzisława Pawlaka za najlepszą monografię autora polskiego o tematyce informatycznej wydaną w Polsce w latach 2021-2023 za monografię Logics for Computer and Data Sciences, and, Artificial Intelligence (wydawnictwo Springer Verlag).

## Publikacje monograficzne
- Elementy matematyki dla studentów kierunków informatycznych (z: M. Szczuka, wyd. PJWSTK, 1994)[21],
- Rough Sets. Mathematical Foundations (Physica/ Springer-Verlag, 2002)[22],
- Approximate Reasoning by Parts. An Introduction to Rough Mereology (Springer-Verlag, 2011)[23],
- Granular Computing in Decision Approximation (z: P. Artiemjew. Springer-Verlag, 2015)[24],
- Logics for Computer and Data Sciences, and Artificial Intelligence (Springer Verlag, 2022)[25],
- Logic. Reference Book for Computer Scientists (Springer-Verlag, 2023)[26].

Współredagował także następujące monografie wielo-autorskie:
- Rough Sets in Knowledge Discovery vols. 1,2 (z: Andrzej Skowron. Physica Verlag, 1998)[27][28],
- Rough Set Methods and Applications (z: TY Lin, S. Tsumoto, Springer-Verlag, 2000)[29],
- Rough-Neuro-Computing: Techniques for Computing with Words (z: S.K. Pal, A. Skowron, Springer-Verlag, 2003)[30],
- Elementy Robotyki Humanoidalnej. Projekt Głowy Humanoidalnej Paladyn (z: P. Kaźmierczak, K. Luks, wyd. PJATK, 2005)[31],
- Thriving Rough Sets.10th Anniversary-Honoring Professor Zdzisław Pawlak’s Life and Legacy & 35 Years of Rough Sets (z: G. Wang, A. Skowron, YiYU Yao, D. Ślęzak. Springer-Verlag, 2017)[32].